# Романов, Михаил Ильич
Михаи́л Ильи́ч Рома́нов (1912—1980) — советский хозяйственный, государственный и политический деятель.

## Биография
Родился в 1912 году в деревне Маколово. Член КПСС.
С 1936 года — на хозяйственной, общественной и политической работе. В 1936—1974 годах — заведующий учебной частью, директор средней школы № 7, заведующий городским отделом народного образования в г. Сызрани, участник Великой Отечественной войны, директор и заведующий кафедрой марксизма-ленинизма Бугурусланского учительского института Оренбургской области, директор и заведующий кафедрой истории КПСС Мордовского государственного педагогического института, и. о. ректора Мордовского государственного университета, ректор Марийского государственного педагогического института имени Н. К. Крупской.
Делегат XXII съезда КПСС.
Умер в Йошкар-Оле в 1980 году.